# Jeferson Araujo
Jeferson Fernando Silva de Araujo (Santa Maria, 19 de Abril de 1993), é um desenvolvedor de realidade aumentada, designer gráfico e arquiteto brasileiro. Trabalha desenvolvendo soluções em realidade aumentada para empresas e artistas através das plataformas Meta Spark Studio, Snapchat Lens Studio e Effect House.

## Biografia

### Arquitetura e Urbanismo
Formou-se em Arquitetura e Urbanismo pela Universidade Luterana do Brasil, em Santa Maria, em dezembro de 2019. Apesar de sua formação, nunca exerceu a profissão.

### Realidade Aumentada
Jeferson Araujo iniciou os estudos na realidade aumentada durante o fim do curso de Arquitetura e Urbanismo, em 2019.  Utilizando o aprendizado do curso de Arquitetura e Urbanismo, que lhe concedeu noções de proporção, geometria, desenho 3D, trabalhando com texturas e cores, Jeferson optou pelo desenvolvimento de projetos para Efeitos AR como sua profissão. Seu trabalho tem como característica principal incluir elementos virtuais na cena, criando fantasias virtuais. Obteve destaque internacional quando viu seus filtros serem compartilhados por nomes como Anitta, Madonna e Kourtney Kardashian.
Um dos efeitos de realidade aumentada criados por Jeferson Araujo em 2021, intitulado "Ink", foi alvo de polêmicas à medida em que seus utilizadores passaram a fazer a tatuagem na vida real, levantando questionamentos sobre os efeitos dos filtros na vida dos usuários.
Em junho de 2021, o filtro "Rampage" se tornou popular no mundo inteiro por ser considerado "hiperrealista", quando comparado aos outros filtros, por ser capaz de detectar e diferenciar pele, cabelo e roupas.

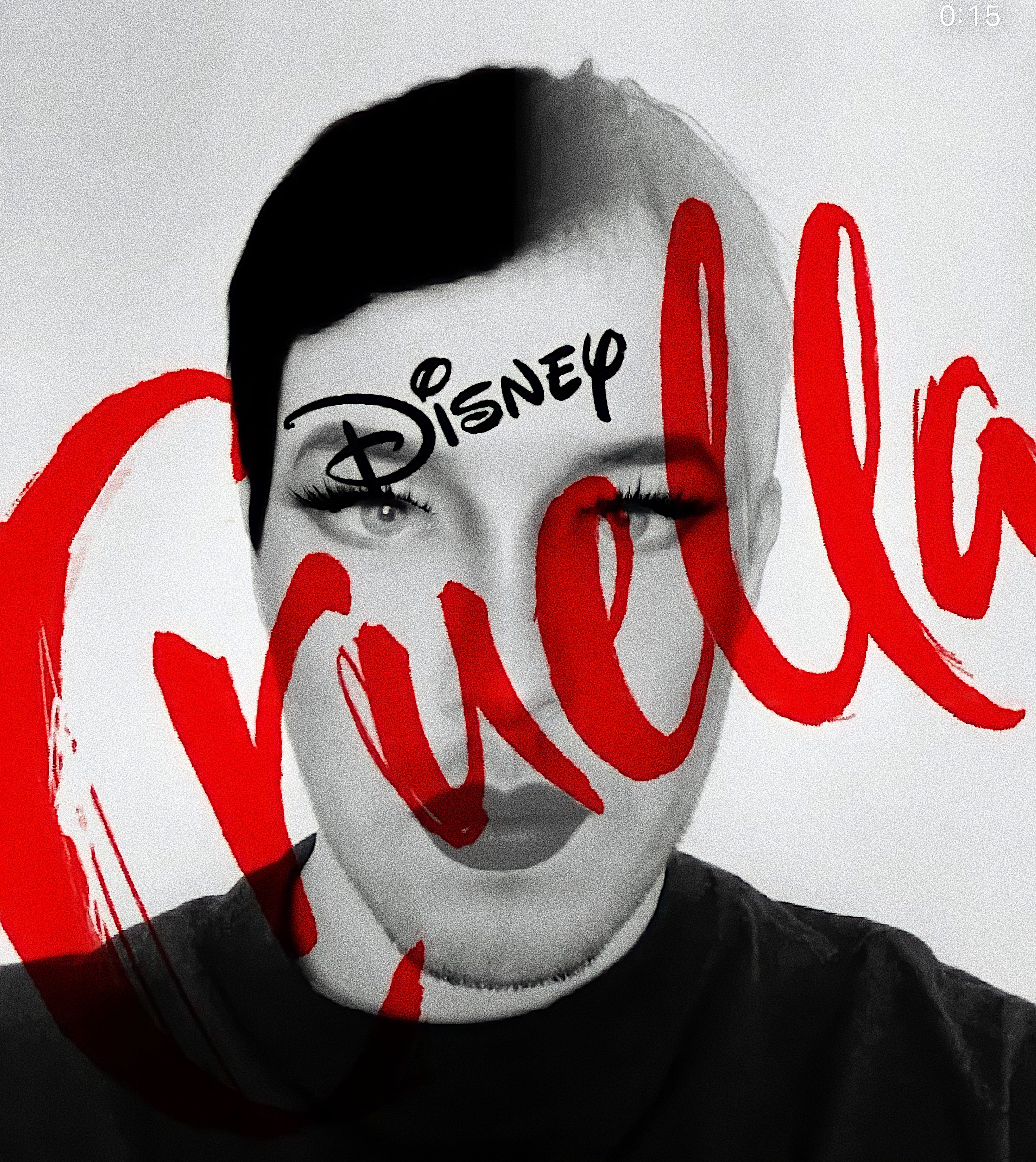
Jeferson Araujo com o Efeito para o filme Cruella, criado para a divulgação do mesmo em 28 de Maio de 2021.

## Projetos Importantes
- Em Abril de 2021, foi escolhido para criar o filtro oficial em realidade aumentada de Cruella, o filme da Disney, que estreou em 28 de maio.[1][9][10]
- Utilizando uma tecnologia chamada Skin Segmentation[11], desenvolvida para o Spark AR Studio pelo Facebook Reality Labs, Jeferson Araujo desenvolveu um novo tipo de efeito onde pode-se testar tatuagens em tempo real no corpo inteiro, algo inédito em 2021 na Realidade Aumentada, ganhando notoriedade mundialmente[12], após o mesmo ser compartilhado por celebridades.[8][13][14][15][16]
- Atualmente é o único brasileiro participante do OLC, Official Lens Creators, os criadores oficiais de lentes para o Snapchat, selecionados pessoalmente pela equipe do aplicativo.[1]
- Em Julho de 2023, Jeferson se torna embaixador do Effect House, software de criação de efeitos do TikTok, e faz parte do progama de mentor do mesmo.

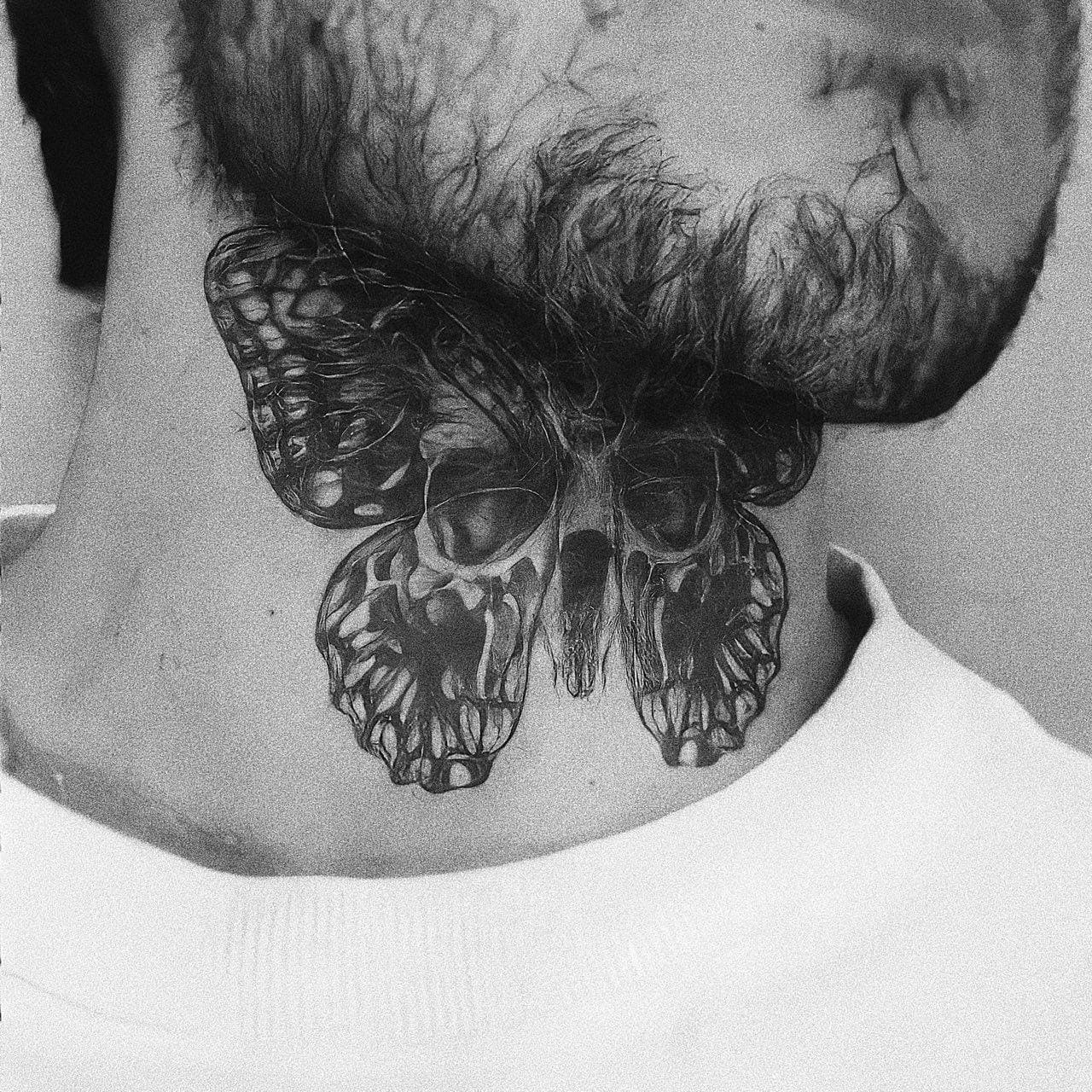
Detalhe do Efeito "Ink", com a tatuagem de borboleta no pescoço, desenvolvido por Jeferson Araujo.